# ヤーブカ
『ヤーブカ』（ドイツ語: Jabuka）は、ヨハン・シュトラウス2世が作曲した全3幕のオペレッタである。

## 初演
1894年10月12日にアン・デア・ウィーン劇場で初演された。

## 構成
- 第1幕
- 第2幕
- 第3幕

## 登場人物
- ミルコ・フォン・グラディナス：（テノール）
- ヴァジル・フォン・グラディナス：（テノール）
- 豪農ミシャ：（バス）
- イェルカ（ミシャの娘）：（ソプラノ）
- ペトリヤ（イェルカのおば）：（メゾ・ソプラノ）
- バンボラ（工場主）：（バリトン）
- アニータ（工場主の妻）：（メゾ・ソプラノ）
- ヨシュコ（使用人）：（テノール）
- フランコ（警官）：（バリトン）
- スタコロ：（バス）

## 近年の演奏状況
シュトラウスの多くのオペレッタ同様、長らく上演されることはなかったが、2005年頃からチェコ・ヨハン・シュトラウス協会が中心となり上演された。